# Соколово (Тульская область)
Соколово — деревня в Тульской области России. С точки зрения административно-территориального устройства входит в Сеневский сельский округ, Алексинский район. В плане местного самоуправления входит в состав муниципального образования город Алексин.

## География
Соколово находится в северо-западной части региона, в пределах северо-восточного склона Среднерусской возвышенности, в подзоне широколиственных лесов, к югу от дер. Картавцево.

### Климат
Климат на территории Соколова, как и во всём районе, характеризуется как умеренно континентальный, с ярко выраженными сезонами года. Средняя температура воздуха летнего периода — 16 — 20 °C (абсолютный максимум — 38 °С); зимнего периода — −5 — −12 °C (абсолютный минимум — −46 °С).
Снежный покров держится в среднем 130—145 дней в году.
Среднегодовое количество осадков — 650—730 мм.

## История
- По переписной книге 1646 г. — пустошь Соколовская в Любуцком (Любутском) стане Алексинского уезда, владение Неустроя Степановича Щербачева.
- В ревизии 1709 г. указана как новопоселенная деревня во владении Григория, Ивана и Осипа Ивановичей Алымовых, у каждого своя доля[3].
- Ревизии 1720, 1745, 1762 гг. по данной деревне не сохранились
- По ревизиям 1782 и 1795 гг. числилась в составе Алексинского округа Любутского стана Тульского наместничества, принадлежала генерал-майору Михаилу Яковлевичу Бибикову, досталась ему по разделу с братом Дмитрием Яковлевичем Бибиковым.
- До 1800 г. имели место неоднократные переселения крестьян из следующих селений, принадлежавщих тем же владельцам — Крутое Щигровского уезда Курской губернии, Гурьево  Тарусского уезда Калужской губернии.
- По ревизии 1811 г. — сельцо Соколово, владельцем был гвардии поручик Иван Яковлевич Мухинов.
- В первой трети 19 века принадлежало титулярной советнице Марии Яковлевне Саблуковой
- В 1850 г. — сельцо Соколово в составе Алексинского уезда Тульской губернии, принадлежало генерал-майорше Юлии Ивановне Алавердовой.
- В середине XIX в. временно перешло в состав Калужского уезда.

Прихожане были приписаны к церковному приходу в с. Любуцкое (Любутское, Любудское, ныне Троицкое Ферзиковского района).
По состоянию на 1914 г. — сельцо, относилось к Широносовской волости Алексинского уезда.
Перед Великой Отечественной войной относилось к Щукинскому сельсовету Алексинского района.

## Население
Согласно подворной переписи 1910—1912 гг., в начале 20 в. в сельце числились следующие фамилии: Васин, Гусев, Иларионов, Колобухин, Маркеев (Мартеев), Матвеев, Панин, Прокофьев, Романов, Савельев, Силаев.
Также в метриках начала 20 в. упоминаются следующие фамилии жителей (вероятно, из переселившихся после 1910 г.): Бакланов, Бачинский, Синицын, Яковлев.
| 2010 |
| ---- |
| 0    |

### Национальный состав
Согласно результатам переписи 2002 года, в национальной структуре населения русские составляли 100 % из 2 чел.